# ترویج
ترویج یا پیشبرد (به انگلیسی: PROMOTION) شامل فعالیت‌هایی می‌شود که مزایای محصول ( کالا یا خدمت ) را به آگاهی می‌رساند و مشتریان هدف را تشویق به خرید آن می‌کند. 
کاربرد ترویج عموما در فعالیت‌های فرهنگی، نوآورانه و توسعه‌ای است؛ فعالیت‌هایی که متقاعد شدن مخاطب از اهمیت بالایی برخوردار است. هدف ترویج در آن است که تمام دریافت‌کنندگان، پیام اقناع بشوند و این وجه تمییز ترویج و تبلیغ است.
ابزارهای اصلی چهارگانه فعالیت‌های پیشبردی به شرح زیر هستند:
تبلیغات غیرشخصی
تبلیغات پیشبرد فروش
روابط عمومی
فروشندگی شخصی